# 오현호
오현호(1986년 10월 29일~)는 대한민국의 아이스하키 선수, 지도자로 포지션은 수비수이다. 현역 시절 아시아리그 아이스하키의 하이원에서 대부분의 경력을 보냈다. 대한민국 국가대표팀의 일원으로 2018년 동계 올림픽에 참가했고, 아시안 게임에서 은메달 1개, 동메달 1개를 획득했다.
현재 대한민국 국가대표팀의 코치로 활동하고 있다.